# Пезега (река)
Пезега — река в России, протекает по Сегежскому району Республики Карелии. Впадает в Линдозеро, длина реки составляет 45 км, площадь водосборного бассейна — 320 км².
Пезега имеет два основных притока:

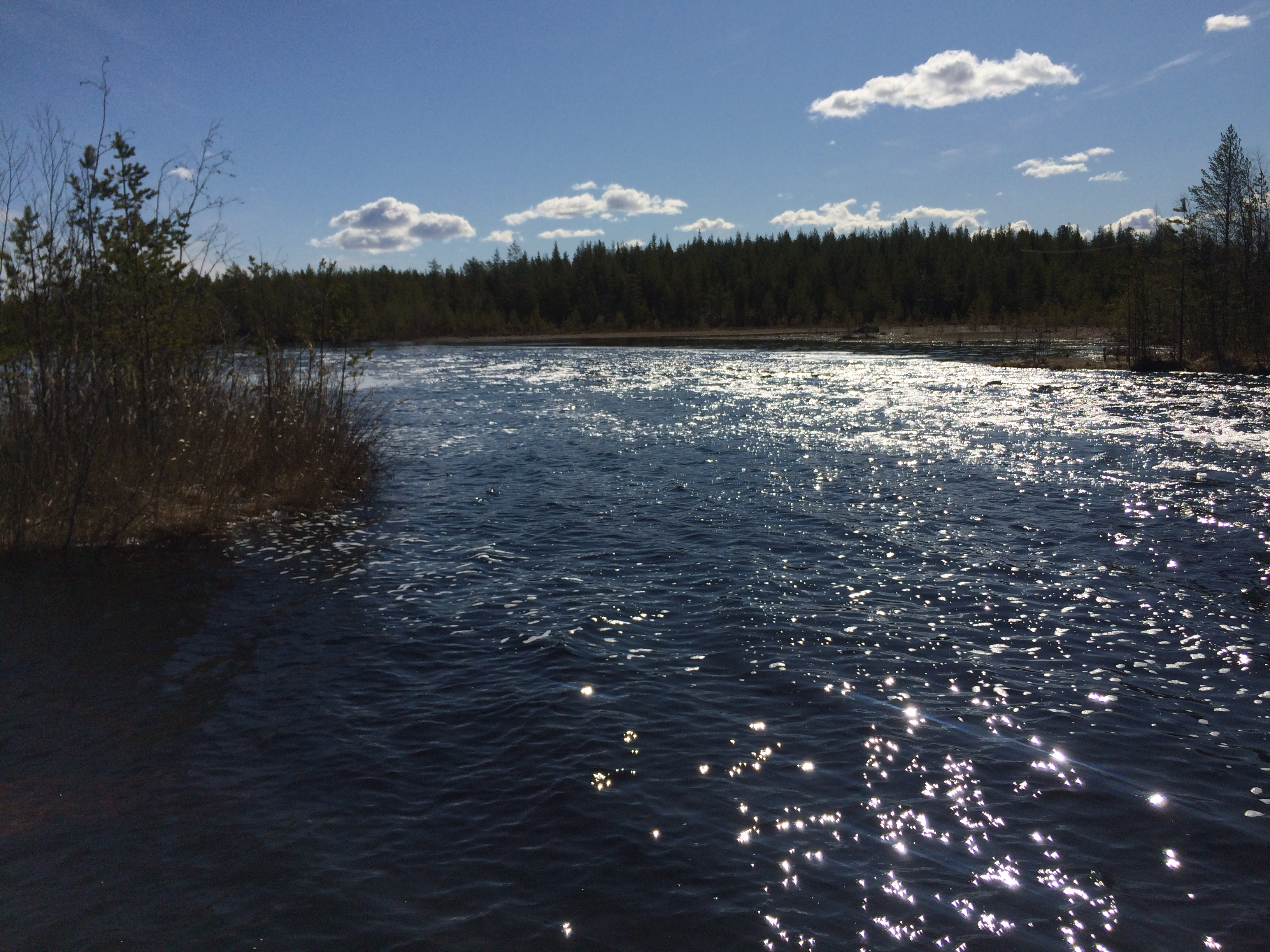
Вид по течению.

- без названия (20 км от устья по левому берегу): исток — озеро Харго.
- Хузега (25 км от устья по правому берегу).

## Данные водного реестра
По данным государственного водного реестра России относится к Баренцево-Беломорскому бассейновому округу, водохозяйственный участок реки — бассейн озера Выгозеро до Выгозерского гидроузла, без реки Сегежа до Сегозерского гидроузла. Речной бассейн реки — бассейны рек Кольского полуострова и Карелии, впадает в Белое море.
Код объекта в государственном водном реестре — 02020001212102000006216.